# Pachyrhamma ngongotahaensis
Pachyrhamma ngongotahaensis är en insektsart som först beskrevs av Richards, A.M. 1961.  Pachyrhamma ngongotahaensis ingår i släktet Pachyrhamma och familjen grottvårtbitare. Inga underarter finns listade i Catalogue of Life.